# Хуторна Єлизавета Олексіївна
Єлизаве́та Олексі́ївна Хуторна́ (справжнє прізвище — Острове́рхова) (* 11 червня 1886 — † 8 січня 1980), українська драматична акторка переважно на характерних ролях, родом з с. Ізносково на Курщині. Заслужена артистка УРСР (1951).

## Творча кар'єра
В молодості брала участь у Ніжинському аматорському драмгуртку, яким керувала Марія Заньковецька.
1906—1919 в Театрі М. Садовського в Києві, згодом у театрах Ромнів, Вінниці, Одеси (1925), Миколаєва (Лівобережна українська держдрама, 1930), Полтави (Музично-драматичний театр імені Миколи Гоголя, 1936), під час війни — на Кавказі, далі в Ужгороді (1945) і в Запорізькому (до 1944 — Житомирському) музично-драматичному театрі ім. М. Щорса (1942—1957).
Про юну Єлизавету Хуторну, яка працювала в Театрі Садовського, Софія Тобілевич згадувала наступне: «Вигідно відрізнялась серед молодших артисток Ліза Хуторна. Я дуже її полюбила за лагідну вдачу і за любов до театру й до всього, що було окрасою життя — книжок, музики, співів та інше. Завжди витримана у своїх стосунках з товаришами, вона мені нагадувала Любов Павлівну Ліницьку. Вони обидві позначались якимись спільними духовними рисами. Найголовніші з них були благородство і чесність.»

## Найкращі ролі
- Василина («Суєта» І. Карпенка-Карого)
- Хвеська («Дві сім'ї» М. Кропивницького)
- Зінька («Лісова квітка» Л. Яновської)
- Долорес («Камінний господар» Лесі Українки)
- Анна Андріївна («Ревізор» М. Гоголя)
- Сірчиха («За двома зайцями» М. Садовського)
- Орися («Зимовий вечір» М. Старицького)
- Олена («На перші гулі» С. Васильченка)
- Марія («Понад Дніпром» І. Карпенка-Карого)

Знімалася в кінофільмі «Веселка» («Радуга») (1944).